# ФК Хибърниънс
ФК Хибърниънс (на английски: Hibernians Football Club) е малтийски футболен отбор от град Паола и е един от топ тимовете в своята страна. Отборът играе в Малтийската Премиер лига.
Клубът е основан през 1922 година и играе домакинските си мачове на стадион „Хибърниън Граунд“, който е с капацитет от 2968 (1500) седящи места. „Хибърниънс“ е един от двата малтийски отбора участвали във всички сезони на малтийската висша лига. 

## Успехи
- Малтийска Премиер лига:
  -  Шампион (13): 1960 – 61, 1966 – 67, 1968 – 69, 1978 – 79, 1980 – 81, 1981 – 82, 1993 – 94, 1994 – 95, 2001 – 02, 2008 – 09, 2014 – 15, 2016 – 17, 2021 – 22
  -  Вицешампион (14): 1932 – 1933, 1933 – 1934, 1936 – 1937, 1950 – 1951, 1959 – 1960, 1962 – 1963, 1973 – 1974, 1977 – 1978, 1985 – 1986, 2011 – 2012, 2012-13, 2015 – 2016, 2018 – 2019, 2020-21
  -  Бронзов медал (14): 1934 – 1935, 1935 – 1936, 1963 – 1964, 1964 – 1965, 1965 – 1966, 1967 – 1968, 1969 – 1970, 1975 – 1976, 1983 – 1984, 1989 – 1990, 2003 – 2004, 2004 – 2005, 2013 – 2014, 2019-20
- Купа на Малта:
  -  Носител (11): 1961 – 62, 1969 – 70, 1970 – 71, 1979 – 80, 1981 – 82, 1997 – 98, 2005 – 06, 2006 – 07, 2011 – 12, 2012 – 13, 2024 - 25
  -  Финалист (11): 1947 – 1948, 1950 – 1951, 1951 – 1952, 1960 – 1961, 1962 – 1963, 1965 – 1966, 1966 – 1967, 1967 – 1968, 1974 – 1975, 1996 – 1997, 2014 – 2015
- Суперкупа на Малта:
  -  Носител (3): 1994, 2007, 2015
  -  Финалист (8): 1986, 1995, 2002, 2006, 2009, 2012, 2013, 2017
- Касар Къп:
  -  Носител (2): 1961 – 1962, 1962 – 1963
- Testaferrata Cup:
  -  Носител (3): 1977 – 1978, 1978 – 1979, 1980 – 1981
- Купа на Независимостта:
  -  Носител (3): 1967 – 1968, 1968 – 1969, 1970 – 1971
- Купа Синовете на Малта:
  -  Носител (3): 1969 – 1970, 1970 – 1971, 1971 – 1972
- Олимпийска купа:
  -  Носител (1): 1962 – 1963
- Schembri Shield:
  -  Носител (1): 1961 – 1962

## Български футболисти
- Трайко Соколов: 2008/10  (8 мача - 1 гол)
- Румен Гълъбов: 2008/10  (41 мача - 6 гола)
- Благовест Марев: 2013